# Richard Schmidt (Kunsthistoriker)
Richard Schmidt (* 16. Februar 1889 in Esslingen am Neckar; † 16. Oktober 1973 in Stuttgart) war ein deutscher Kunsthistoriker und Denkmalpfleger.

## Leben
Richard Wolfgang Schmidt wurde in Esslingen als Sohn des Malers Reinold Schmidt geboren. Er besuchte das Eberhard-Ludwigs-Gymnasium in Stuttgart und studierte Architektur an den Technischen Hochschulen in Stuttgart und Darmstadt sowie Kunstgeschichte an der Universität Heidelberg. Seit 1908 war er Mitglied der Studentenverbindung Akademische Gesellschaft Sonderbund Stuttgart. Schmidt war Soldat im Ersten Weltkrieg. 1919 wurde er an der Universität Heidelberg mit einer Dissertation über den Turm der Kilianskirche in Heilbronn promoviert. Noch im gleichen Jahre kam Richard Schmidt als Assistent an die Altertümersammlung in Stuttgart. Seit 1923 war er, anfangs als Volontär, ab 1928 als Konservator, seit 1938 als Hauptkonservator am Württembergischen Landesamt für Denkmalpflege tätig.
Von 1933 bis 1945 war Schmidt, seit 1938 auch Leiter des Landesamts für Denkmalpflege, Mitglied der NSDAP. Daher wurde er im Mai 1946 von der Militärregierung aus dem Dienst entlassen. Im anschließenden Prüfungsverfahren gemäß Gesetz zur Befreiung von Nationalsozialismus und Militarismus wurde Schmidt im November 1946 von der Spruchkammer auch dank der Erklärungen seines ehemaligen Vorgesetzten Peter Goessler, bis 1934 Leiter des Staatlichen Amts für Denkmalpflege, und von Gustav Wais, Leiter der von der Alliierten Kontrollkommission eingesetzten Städtischen Kommission zur Erhaltung von Kunstwerken und Baudenkmalen und kurzfristig 1946 bis 1948 Leiter des Amts für Denkmalpflege, als Mitläufer eingestuft und konnte – nach Zahlung einer Geldstrafe – seine Tätigkeit als Hauptkonservator und 1948 als Leiter des Landesamts wieder aufnehmen.
1952 bekam Schmidt den Professorentitel verliehen. Zuletzt zum Landeskonservator befördert, blieb er bis zu seinem Ruhestand 1954 Leiter des Staatlichen Amtes für Denkmalpflege in Stuttgart. Seit 1948 war er verheiratet mit der Fotografin Helga Schmidt-Glassner.

## Leistungen
Richard Schmidt fertigte in jahrelanger Arbeit das Landesverzeichnis der Baudenkmale. Er trug maßgeblich dazu bei, dass Restauratoren wissenschaftlich ausgebildet und mit zeitgemäßen  denkmalpflegerischen Methoden vertraut wurden. Er war der Verfasser der Jahresberichte des Staatlichen Amtes für Denkmalpflege in der Schwäbischen Heimat, die ab 1931 jährlich im Anhang erschienen.
Unter den Instandsetzungen von Baudenkmalen seien hier beispielhaft erwähnt die Freilegung gotischer Wandmalereien in Eriskirch, Schäftersheim und Weilheim u.T., die Sicherung der Fresken in der Veitskapelle in Stuttgart und die Aufdeckung und Wiederherstellung der originalen Bemalung fast aller Säle im Schloss Ludwigsburg. Er hatte Anteil an der Renovierung großer Kirchenräume meist des Barock, wie z. B. in Kißlegg, Ochsenhausen, Scheer, Waldsee, Schussenried und Steinhausen, der umfangreichen Instandsetzung der Befestigungsanlagen von Vellberg, die Erhaltung des Marienaltares von Riemenschneider und des Hochaltares in der Herrgottskirche zu Creglingen.
Von Bedeutung war sein Einsatz für den Schutz wichtiger Kulturdenkmale im Zweiten Weltkrieg: nicht nur die Sicherung vor Ort, insbesondere auch die Erschließung des Salzbergwerk Bad Friedrichshall als bombensicherer Schutzraum ist ihm zu verdanken. Er wurde zum zentralen Koordinator für den Schutz zahlreicher Archivalien und Kunstwerke. Er wirkte auf die Kirchen ein, damit sie ihre wertvolle Ausstattung dorthin verlagerten. Kunstwerke wie die Figuren des Altars der Kilianskirche in Heilbronn von Hans Seyfert oder die berühmte Stuppacher Madonna wurden in Bad Friedrichshall geschützt. Erwähnenswert ist auch sein Einsatz für die Erhaltung einiger Bauwerke nach dem Krieg, nicht immer erfolgreich, wie z. B. beim Steinhaus in Stuttgart, aber oft eben doch, wie z. B. bei der Erhaltung des Neuen Schlosses in Stuttgart. Für die Erhaltung des Kronprinzenpalais von 1846/50 im Zentrum Stuttgarts sprach er sich allerdings nur aus städtebaulichen Gründen aus. Den Bau selbst beurteilte er "als keinen Bau von Rang" mit dem Ergebnis des Abbruchs 1962/63.
Neben der Arbeit am Inventar des Kreises Ravensburg sind zahlreiche Einzelpublikationen zu nennen, die durch Fotografien seiner Frau, Helga Schmidt-Glassner, illustriert.

## Ehrungen
- 1949: Ehrenmitglied des Schwäbischen Heimatbunds[6]
- 1954: Bundesverdienstkreuz 1. Klasse

## Schriften (Auswahl)
- Der Turm der Kilianskirche zu Heilbronn. Ein Beitrag zur Baugeschichte des frühen 16. Jahrhunderts. Dissertation Universität Heidelberg 1920.
- Burgen und Schlösser in Württemberg. In: Peter Goeßler (Hrsg.): Württembergische Studien. Festschrift zum 70. Geburtstag von Professor Eugen Nägele. Silberburg-Verlag, Stuttgart 1926, S. 86–98.
- Kloster Weissenau (= Deutsche Kunstführer 34), Filser, Augsburg 1929.
- Die Herrgottskirche bei Creglingen (= Deutsche Kunstführer 48), Filser, Augsburg 1929.
- Die Kunst- und Altertums-Denkmale im ehemaligen Donaukreis Halbband 4. Oberamt Ravensburg / bearb. von Richard Schmidt u. Hans Buchheit, Deutsche Verlags-Anstalt, Stuttgart 1931.
- Schloss Solitude bei Stuttgart, Maisch & Queck, Gerlingen-Stuttgart 1931.
- Das Alte Schloß in Stuttgart, Schreiber, Stuttgart 1932.
- Stuttgart – altes und neues Schloß (= Große Baudenkmäler 42), Deutscher Kunstverlag, Berlin 1944.
- Die Comburg (Aufnahmen von Helga Schmidt-Glassner), Langewiesche, Koenigstein i.Ts. 1951.
- Der Marienaltar in Creglingen von Tilman Riemenschneider (Aufnahmen von Helga Schmidt-Glassner), Gesellschaft für wissenschaftl. Lichtbild, München 1951.
- Der Schloßplatz in Stuttgart: eine baugeschichtliche Skizze, Rückblick und Ausblick, Kohlhammer, Stuttgart 1952.
- Schloss Ludwigsburg (Aufnahmen von Helga Schmidt-Glassner), Hirmer, München 1954.
- Weingarten (Aufnahmen von Helga Schmidt-Glassner), Langewiesche, Koenigstein i.Ts. 1954.
- Hohenloher Land (= Deutsche Lande – Deutsche Kunst, Aufnahmen von Helga Schmidt-Glassner), Deutscher Kunstverlag, München 1956
- Deutsche Reichsstädte (Aufnahmen von Helga Schmidt-Glaßner), Hirmer, München 1957.
- Burgen und Schlösser in Schwaben (= Deutsche Lande – Deutsche Kunst, Aufnahmen von Helga Schmidt-Glassner), Deutscher Kunstverlag, München 1958.
- Stift St. Gallen (Aufnahmen von Helga Schmidt-Glassner), Langewiesche, Koenigstein i.Ts. 1958.
- Burgen des deutschen Mittelalters (Aufnahmen von Helga Schmidt-Glassner), Hirmer, München 1959.
- Einsiedeln (Aufnahmen von Helga Schmidt-Glassner), Langewiesche, Koenigstein i.Ts. 1959.
- Kloster Alpirsbach (Aufnahmen von Helga Schmidt-Glassner), Köster, Koenigstein i.Ts. 1960.
- Schwäbisch Gmünd (Aufnahmen von Helga Schmidt-Glassner), Deutscher Kunstverlag, München 1961.
- Schloss Monrepos bei Ludwigsburg (= Große Baudenkmäler 174), Deutscher Kunstverlag, München 1963.
- Schwarzwald (Aufnahmen von Helga Schmidt-Glassner), Deutscher Kunstverlag, München 1965.